# HW4NG
HW4NG(본명: 황영식, 1991년 6월 20일 ~ )은 대한민국의 전직 리그 오브 레전드 프로게이머이다. 현재 프로게임단 지도자로 활동하고 있다. 선수 시절 포지션은 서포터 겸 미드라이너였으며 아이디는 HW4NG이다. 현재 리그 오브 레전드 재팬 리그 V3 E스포츠의 감독직을 맡고 있다.

## 선수 시절
2015년 5월, 데토네이션 포커스미에 입단하면서 프로 커리어를 시작했다. 
2015년 11월, 라스칼 제스터에 입단했다. 2016 서머 시즌 팀의 재팬 리그 챌린저 시리즈 준우승 및 1부리그 승격에 기여했다.
2017년 1월, Hex 앨리게이터스에 입단했다.
2017년 5월, 7th 헤븐의 코치로 부임하면서 현역에서 은퇴했다.
2018년 3월, 7th 헤븐의 선수로 현역복귀를 했다.
2018년 7월 12일, 스메쉬 잇 다운에 입단했다. 2018년 12월, 선수 은퇴를 선언했다.

## 지도자 생활
2017년 5월 29일, 7th 헤븐의 코치로 부임하면서 지도자 생활을 시작했다. 하지만 2018년 3월, 현역으로 복귀했다.
2019년 1월, V3 e스포츠의 코치로 부임했다. 2020년 1월에는 팀의 감독으로 승격되었다. 2020 서머 시즌 LJL 우승에 기여했다. 롤드컵 우승으로 롤드컵 2020에 출전했다.

## 수상 내역

### 선수
- 리그 오브 레전드 재팬 리그 챌린저 시리즈 서머 2016 준우승

### 지도자
- 리그 오브 레전드 재팬 리그 서머 2019 준우승
- 리그 오브 레전드 재팬 리그 서머 2020 우승